# Девасена
Девасена (д/н — 475/480) — дхармамагараджа Вацагулми в 450/455—475/480 роках.

## Життєпис
Походив з династії Вакатака. Син магараджи Сарвасени II. Спадкував 450/455 року. Правління Девасени примітне написом Гіссе-Борала на камені. Він містить дату 380 року епохи Саків (відповідає 457/458 року), що є єдиним записом, який забезпечує хронологічну основу для історії Вакатака. Розповідає про будівництво водосховища «Сударшана».
Відновив самостійність й потугу своєї держави, що відбилося у прийнятті титулу дхармамагараджа. Девасена розширив своє королівство на південь до Карнатаки, оскільки деякі з його мідних пластин були виявлені в окрузі Бідар. Це ймовірно вдалося досягти внаслідок розпаду держави Кадамбів. Є окремі відомості про залежність Кадамба від Трипарвати. На Сході Девасена встановив відносини з зростаючою владою Вішнукундінів, віддавши свою дочку заміж за магараджу Мадававармана II.
Активно сприяв розвитку мистецтва і архітектури, внаслідок чого з 460-х років формується власний стиль Вацагулми, що зрештою перевершив стиль Праварапура-Нандівархани.
Йому спадкував син Гарісена.